# Phyllomyias burmeisteri
Phyllomyias burmeisteri е вид птица от семейство Tyrannidae.

## Разпространение
Видът е разпространен в Аржентина, Боливия, Бразилия, Венецуела, Еквадор, Колумбия, Коста Рика, Панама, Парагвай и Перу.